# Barton (North Yorkshire)
Barton is een civil parish in het bestuurlijke gebied Richmondshire, in het Engelse graafschap North Yorkshire met 837 inwoners.

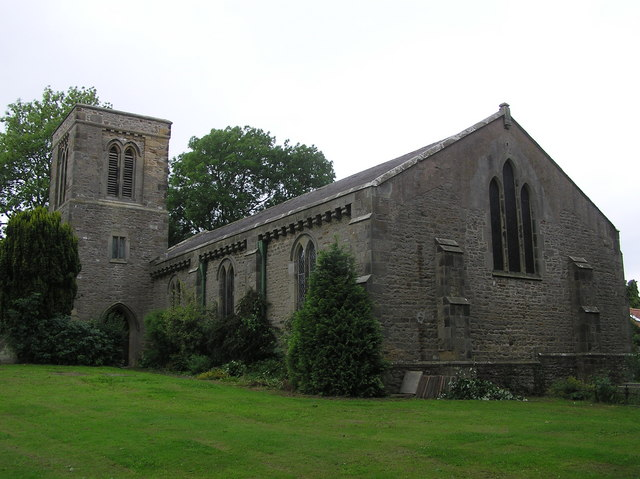
Kerk van St. Cuthbert met St. Mary